# تنزل دمای ذوب
تنزل نقطه ذوب، (به انگلیسی: Melting-point depression) پدیده کاهش نقطه ذوب یک ماده با کاهش اندازه آن است. این پدیده در مواد در مقیاس نانو، که در دمایی بسیار پایین‌تر از مواد در حالت توده‌ای ذوب می‌شوند، قابل ملاحظه است.

## معرفی
دمای ذوب شدن یک توده ماده به اندازه آن بستگی ندارد. با این حال، با کاهش ابعاد یک ماده به سمت مقیاس اتمی، دمای ذوب نیز متناسب با این مقیاس اتمی تغییر می‌کنند. کاهش دمای ذوب می‌تواند به ترتیب ده‌ها تا صدها درجه برای فلزات با ابعاد نانومتر باشد.
تنزل و کساد در نقطه ذوب در نانو سیم‌ها، نانو لوله‌ها و ذرات نانو مشهود است که همگی در دمای پایین‌تر از حجم بالاتری از همان ماده ذوب می‌شوند. تغییرات در نقطه ذوب مواد در مقیاس نانو، به این دلیل رخ می‌دهد که مواد دراین مقیاس، نسبت سطح به حجم، بسیار پایین‌تر از حالتی است که مواد در حالت توده‌ای باشند. نسبت سطح به حجم متفاوت، خود موجب ایجاد تغییر قابل توجه در خواص ترمودینامیکی و حرارتی مواد در مقیاس نانو می‌شود.
تمرکز این مقاله بر روی نانوذرات است؛ چرا که محققان مقدار قایل توجهی از داده را جمع‌آوری کرده‌اند که نشان دهنده دمای ذوب وابسته به اندازه، برای نانو ذرات کروی می‌باشد. نانوذرات به دلیل سهولت ساخت و شرایط ساده شده برای مدل‌سازی نظری، از ساده‌ترین مواد برای مطالعه به‌شمار می‌آیند. برای فلزات مهندسی معمولی دمای ذوب شدن یک ذره نانو با رسیدن ذره به قطر بحرانی (معمولاً حدود ۵۰ نانومتر) به شدت کاهش می‌یابد. شکل ۱ شکل منحنی ذوب یک ذره نانو فلز را به عنوان تابعی از قطر آن نشان می‌دهد.

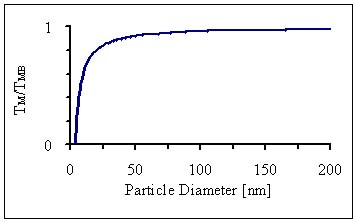
شکل ۱. منحنی ذوب نرمال برای طلا، به عنوان تابعی از قطر نانو ذره. دمای ذوب توده و دمای ذوب ذرات به ترتیب TMB و TM هستند. منحنی ذوب تجربی برای نانوذرات شبه‌کروی از جنس فلز نیز منحنی مشابهی را نشان می‌دهد.

تنزل نقطه ذوب مسئله بسیار پراهمیتی برای کاربردهای مربوط به نانوذرات است، زیرا موجب کاهش دامنه عملکردی فاز جامد می‌شود. در حال حاضر نانوذرات در مباحث مربوط به انرژی کاتالیزور، حسگر، کاربردهای دارویی، نوری، مغناطیسی، حرارتی و الکترونیکی مورد استفاده قرار می‌گیرد. کابرد نانوذرات برای بیشتر موارد ذکر شده و برای اثر گذاری در دماهای بالا، در زمانی است که نانو ذرات در فاز جامد باشند.

## تکنیک‌های اندازه‌گیری
دو تکنیک برای اندازه‌گیری نقطه ذوب نانوذره وجود دارد. برای ذوب نانو ذرات، می‌توان از پرتو الکترونی میکروسکوپ الکترونی عبوری (TEM) استفاده کرد. در این روش، دمای ذوب نانو ذرات از شدت پرتو تخمین زده می‌شود و تغییر در شرایط پراش نشان دهنده انتقال فاز از جامد به مایع است. این روش امکان مشاهده مستقیم ذرات نانو در هنگام ذوب شدن را فراهم می‌کند که همین موضوع امکان آزمایش و بررسی مشخصه‌هایی را فراهم می‌کند که اندازه ذرات آن‌ها در بازه گستره‌ای قرار می‌گیرد. TEM محدوده فشاری را که می‌توان در آن حدود تنزل نقطه ذوب را آزمایش کرد، محدود می‌کند.
به تازگی محققان، نانو گرماسنجی تولید کرده‌اند که مستقیماً آنتالپی و دمای ذوب نانو ذرات را اندازه‌گیری می‌کند. نانو کالری سنج‌ها همان داده‌هایی را ارائه می‌دهند که گرماسنج‌های متداول برای مواد در حالت توده‌ای اندازه‌گیری می‌کنند، با این حال برخی محاسبات اضافی مخصوص مواد در حالت ذره نیز باید در نظر گرفته شود. توزیع محدود ذرات نانو مورد نیاز است؛ زیرا در این روش امکان مشاهده ذرات در طی فرایند ذوب وجود ندارد. همچنین در این روش، هیچ راهی برای توصیف اندازه دقیق ذرات ذوب شده در طول آزمایش وجود ندارد.
تنزل نقطه ذوب در سال ۱۹۰۹ توسط پاولو پیش‌بینی شد. تاکاگی (در سال ۱۹۵۴) اولین شخصی بود که تنزل نقطه ذوب را برای چندین نوع نانوذرات از جنس فلز مشاهده کرد. با استفاده از پرتوی الکترونی با شدت متغیر از میکروسکوپ الکترونی می‌توان نانو ذرات فلزی را ذوب کرد و این اتفاق در آزمایش‌هایی که به انجام رسیده بود، مشاهده شد. ذوب شدن ذرات ریز موجب تغییر الگوهای پراش از حالت الگوهای متبلور به الگوهای مایع شد و همین موضوع امکان تخمین دمای ذوب از طریق انرژی پرتوهای یونش را برای تاکاگی فراهم کرد.

## فیزیک
نسبت سطح به حجم ذرات نانو بسیار بیشتر از مواد در حالت توده‌ای است. افزایش نسبت سطح به حجم باعث می‌شود که اتم‌های سطح تأثیر بسیار بیشتری بر روی خصوصیات شیمیایی و فیزیکی یک نانو ذره داشته باشند. اتم‌های سطح در فاز جامد با انرژی کمتری متصل می‌شوند زیرا نسبت به اتم‌های عمده ماده، تعداد کمتری از اتم‌های همسایه در کنار آن‌ها جای می‌گیرند. هر پیوند شیمیایی که یک اتم با یک اتم همسایه به اشتراک می‌گذارد، تامین کننده انرژی انسجام ماده است؛ بنابراین اتم‌های دارای پیوند یا تعداد همسایه کمتر دارای انرژی انسجام کمتری هستند. انرژی انسجام نانو ذره از نظر تئوری به عنوان تابعی از اندازه ذرات طبق معادله زیر محاسبه می‌شود.
{\displaystyle E=E_{B}(1-{\frac {d}{D}})}
D = اندازه ذره نانو
d = اندازه اتمی
E b = انرژی انسجام ماده در حالت توده
همان‌طور که معادله بالا نشان می‌دهد، با گسترش اندازه ذرات، انرژی منسجم مؤثر یک ذره نانو به انرژی ماده در حالت توده‌ای نزدیک می‌شود.
به دلیل کاهش تعداد پیوندهای انسجام، از انرژی پیوند اتمهای قرار گرفته در سطح نانو ذره یا در نزدیکی سطح نانوذره کاهیده شده‌است. با توجه به نظریه پتانسیل لنارد-جونز، یک اتم تحت تأثیر نیروی جاذبه تمام اتم‌های مجاور خود قرار می‌گیرد. انرژی پتانسیل لنارد-جونز که در شکل ۲ نمایش داده شده‌است، انرژی پیوند بین اتم‌ها را به عنوان تابعی از فاصله جدایی مدل می‌کند.

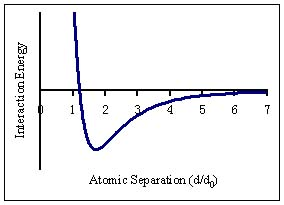
شکل ۲. منحنی انرژی بالقوه لنارد-جونز. این مدل انرژی تعاملی بین ۲ اتم را در یک فاصله بی بعد سازی شده d / d _{0} نشان می‌دهد، که d _{0} نشان دهنده قطر اتمی می‌باشد. انرژی برهم‌کنش در جایی که منحنی منفی باشد به صورت جاذبه است و عدد روی محور عمودی، اندازه انرژی پیوند بین یک جفت اتم را مشخص می‌کند. باید توجه داشت که انرژی جاذب میان اتم‌ها، در گستره ساختار ماده پخش شده‌است و صرفاً میان دو اتم همسایه وجود ندارد، بلکه دو اتم غیر مجاورنیز می‌توانند این انرژی جاذب را از یکدیگر حس کنند که این انرژی با افزایش فاصله کاهش می‌باید؛ بنابراین اتم‌ها انرژی منسجمی را با اتم‌های مجاور خود تجربه می‌کنند.

انرژی پیوند یک اتم، ارتباط مستقیمی با انرژی گرمایی مورد نیاز برای تغییر در نحوه قرارگیری اتم‌های ماده جامد دارد. طبق معیار Lindemann، دمای ذوب شدن یک ماده متناسب با انرژی پیوند آن است. اتم‌های نزدیک سطح، تعداد پیوندهای کمتری دارند و به تبع آن، انرژی پیوند کاهش می‌یابد؛ بنابراین، اتم‌های روی سطح برای آزاد شدن از فاز جامد به انرژی کمتری نیاز دارند. پایه پدیده تنزل نقطه ذوب مواد، به علت همین ویژگی است؛ چراکه نسبت سطح به حجم، در مواد در مقیاس کوچکتر، بسیار بالاست؛ در نتیجه، سطوح مواد نانو می‌توانند در دماهای پایین‌تر از مواد توده‌ای، در مقیاس بزرگتر، ذوب شوند.
نقطه ذوب تئوری وابسته به اندازه یک ماده را می‌توان از طریق تجزیه و تحلیل ترمودینامیکی کلاسیک محاسبه کرد. این نتیجه، معادله گیبس - تامسون است که در معادله ۲ نشان داده شده‌است.
{\displaystyle T_{M}(d)=T_{MB}(1-{\frac {4\sigma \,_{sl}}{H_{f}\rho \,_{s}d}})}
T MB = دمای ذوب ماده در حالت توده‌ای
σ sl = انرژی رابط جامد_مایع
H f = گرمای همجوشی ماده در حالت توده‌ای
ρ s = چگالی جامد
d = قطر ذره
معادله بی بعد گیبس - تامسون برای نانوذرات طلا در شکل ۱ رسم شده‌است و شکل منحنی با آنچه در آزمایش به دست آمده مطابقت دارد.

## شکل نانوذرات
شکل نانوذرات بر نقطه ذوب یک نانوذره تأثیر می‌گذارد. وجوه، لبه‌ها و در حالت کلی، تغییرات نانوذره نسبت به یک کره کامل، موجب تغییر نقطه ذوب نانوذره می‌شود. این تغییرات شکل بر نسبت سطح به حجم که بر انرژی منسجم و خصوصیات حرارتی یک ساختار نانو نقش مؤثری دارد، تأثیر می‌گذارد. معادله ۷ فرمولی اصلاح شده برای نقطه ذوب نظری یک ذره نانو را براساس اندازه و شکل آن ارائه می‌دهد.
{\displaystyle T_{M}(d)=T_{MB}(1-{\frac {c}{zd}})}c: ثابت ماده
z:پارامتر شکل ذره

## لایه
چندین شبیه‌سازی ذوب نانوذرات این نظریه را مطرح می‌کنند که بستر پشتیبانی کننده بر میزان تنزل نقطه ذوب یک نانوذره تأثیر می‌گذارد. این مدل‌ها همچنین می‌توانند اثر متقابل انرژی بین بسترهای لایه ای مواد را توجیه کنند. همان‌طور که بسیاری از مدلهای نظری تصور می‌کنند، یک نانوذره آزاد به دلیل عدم وجود انرژی پیوند بین نانوذره و بستر قرار گرفته در آن، دمای ذوب متفاوتی (معمولا کمتر) نسبت به ذره‌ای دارد که تحت تأثیر لایه پوشش دهنده خود قرار دارد. با این وجود، اندازه‌گیری خصوصیات یک نانوذره مستقل که تحت تأثیر بستری از لایه‌های خود قرار ندارد، غیرممکن باقی مانده‌است، بنابراین نمی‌توان از طریق آزمایش میزان برهمکنش را تعیین کرد. در نهایت، بسترها در حال حاضر از نانوذرات برای همه کاربردها پشتیبانی می‌کنند، بنابراین فعل و انفعالات بستر / نانوذرات همیشه وجود دارند و بر میزان تنزل نقطه ذوب مواد تأثیر می‌گذارند.
در تقریب اندازه فشار، که تنش ناشی از کشش سطحی و انحنای ذره را در نظر می‌گیرد، نشان داده شد که اندازه ذره بر ترکیب و دمای نقطه یوتکتیک (Fe-C)، حلالیت C در Fe و نانو خوشه‌های Fe: Mo اثر گذار است. کاهش حلالیت می‌تواند بر خصوصیات کاتالیزوری ذرات نانو تأثیر گذار باشد. در حقیقت نشان داده شده‌است که ناپایداری مخلوط‌های Fe-C، که خود ناشی از اندازه القایی می‌باشد، حد ترمودینامیکی را برای نازکترین نانوتیوبی نشان می‌دهد که این نانو تیوب، قابل رشد از نانوکاتالیست‌های Fe می‌باشد.